# 標茶駅
標茶駅（しべちゃえき）は、北海道川上郡標茶町旭1丁目にある北海道旅客鉄道（JR北海道）釧網本線の駅である。駅番号はB61。
かつては標津線の分岐駅でもあった。冬期はSL冬の湿原号が発着する。事務管理コードは▲111606。

## 歴史

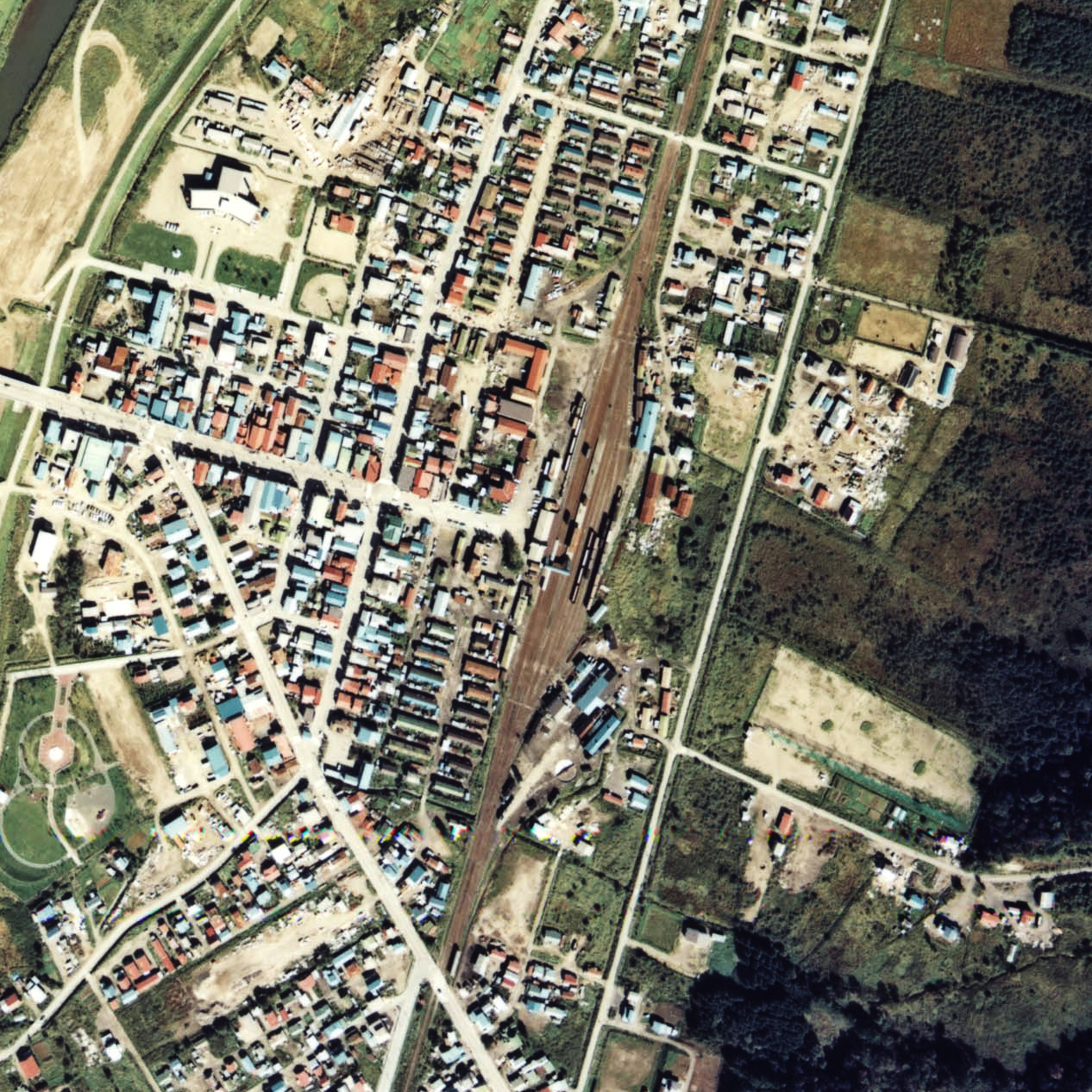
1977年の標茶駅と周囲約750m範囲。上が釧網本線網走方面及び標津線中標津方面。駅裏釧路側に機関区を持つ。駅舎横に貨物用切り欠きホームと2本の引込み線をもつ貨物積卸場がある。その上側から本線に合流するようなカーブを描いて、かつての標茶町営軌道標茶線の軌道跡が残っている。駅裏にはストックヤードがあるが、既に使用されていない様子である。

- 1927年（昭和2年）9月15日：鉄道省釧網本線釧路駅[注 1] - 当駅間開業に伴い開業（一般駅）[6]。浜釧路機関庫標茶駐泊所設置[7]。
- 1929年（昭和4年）8月15日：当駅 - 弟子屈間延伸開業[7][8]。
- 1936年（昭和11年）10月29日：鉄道省計根別線当駅 - 計根別駅間開通[2]。
- 1937年（昭和12年）10月30日：計根別線が計根別駅 - 中標津駅 - 根室標津駅間の延伸に伴い、標津線（初代、厚床駅 - 中標津駅間）を編入し、標津線（2代）に改称[9][10]。
- 1937年（昭和12年）10月30日：標茶駐泊所が釧路機関区標茶支区となる[11]。
- 1938年（昭和13年）6月22日：簡易軌道知安別線が開業し、標茶駅の東側に停留所が設けられる。
- 1942年（昭和17年）2月26日：簡易軌道知安別線が廃止される。
- 1958年（昭和33年）10月1日：釧路機関区標茶支区を廃止[12]。
- 1961年（昭和36年）：標茶町営軌道が標茶駅前まで延伸され、駅の西側に停留所が設けられる。
- 1969年（昭和44年）2月1日：標茶機関区設置[13]。
- 1971年（昭和46年）8月14日：標茶町営軌道が廃止される。
- 1974年（昭和49年）12月10日：駅舎改築[14]。
- 1983年（昭和58年）5月20日：貨物取扱い廃止[15]。
- 1984年（昭和59年）2月1日：荷物取扱い廃止[16]。標茶機関区が釧路機関区標茶駐泊所となる[16]。
- 1987年（昭和62年）4月1日：国鉄分割民営化によりJR北海道に継承[2]。
- 1989年（平成元年）4月30日：標津線廃止[17]。
- 1997年（平成9年）10月1日：業務委託化[18]。ジェイ・アール道東トラベルサービスが受託。
- 1999年（平成11年）12月22日：駅内リニューアル[19]。
- 2017年（平成29年）2月1日：受託会社が北海道ジェイ・アール・サービスネットに変更。

## 駅構造
単式ホーム・島式ホーム複合型2面3線の地上駅。ただし、3番のりばは定期列車の発着が無く使用されていない。
かつては副本線や貨物ホーム、多くの側線を有していた。ホーム間の移動は跨線橋で連絡している。
摩周駅管理の業務委託駅（北海道ジェイ・アール・サービスネット委託）。みどりの窓口設置。
かつて2・3番のりばから標津線中標津・根室標津方面の列車が発着しており、3番のりば（旧4番線）は標津線の本線として使用されていた。そのホーム上には、標津線の接続駅の証となっているSLの形をした木製のオブジェが現在も残っている。
なお、当駅には「そば処 霧亭」（本店は釧路駅）の分店があったこともある
。

### のりば
| 番線 | 路線      | 方向         | 行先           |
| ---- | --------- | ------------ | -------------- |
| 1    | ■釧網本線 | 上り         | 摩周・網走方面 |
| 2    | ■釧網本線 | 下り         | 釧路方面       |
| 3    | ■釧網本線 | （使用停止） | （使用停止）   |

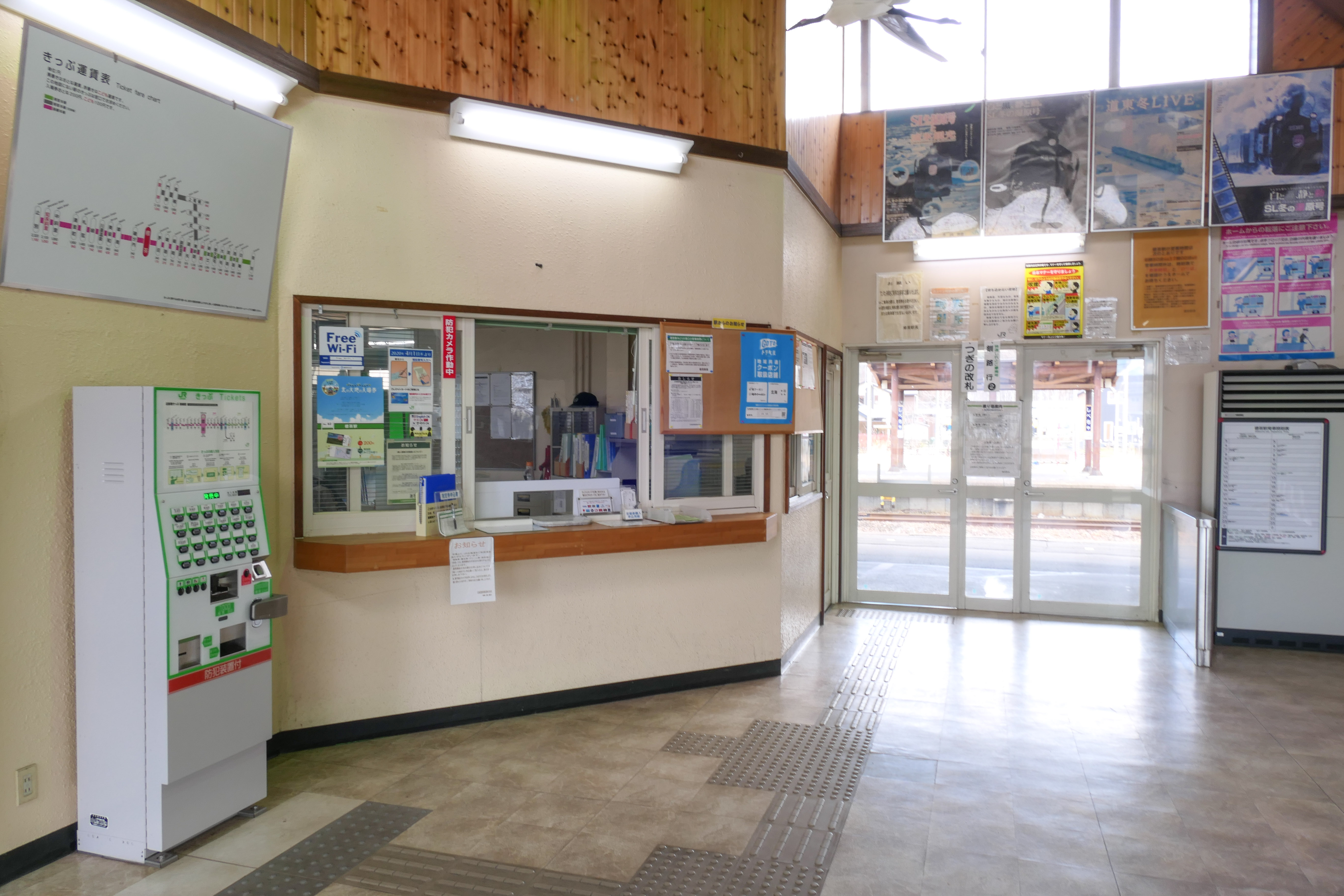
改札口と券売機（2021年5月）
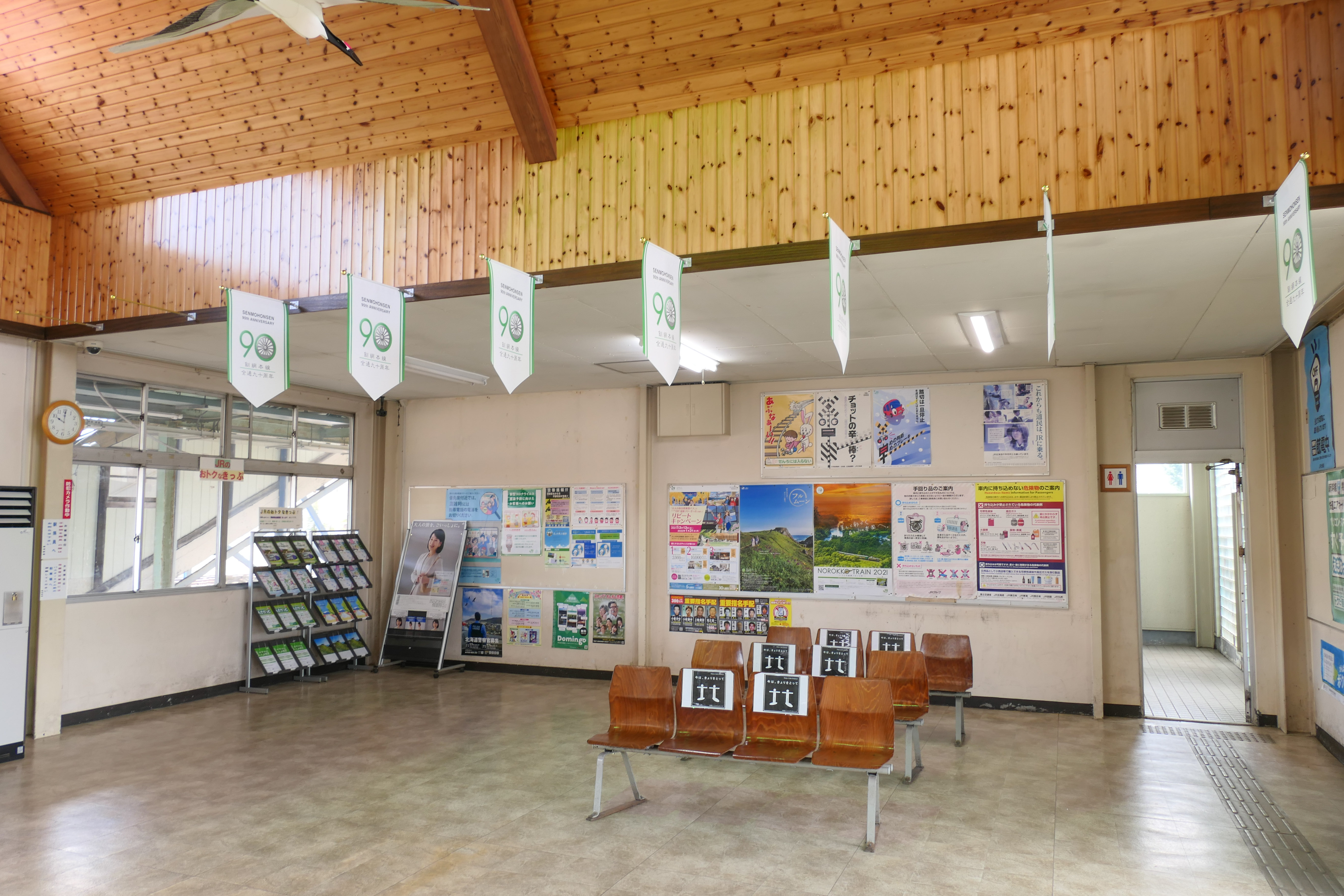
駅舎内部（2021年5月）
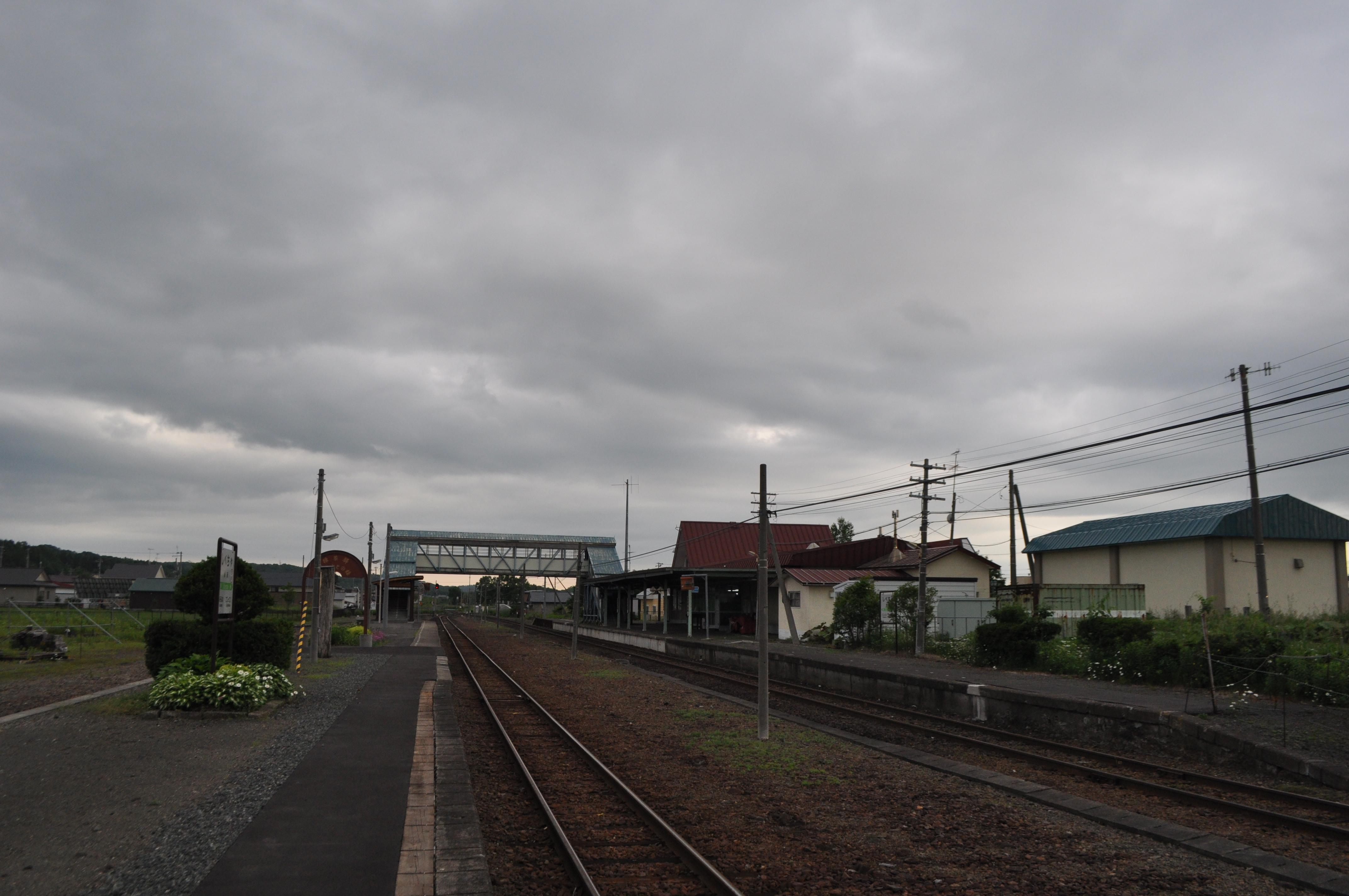
ホーム（2014年7月）
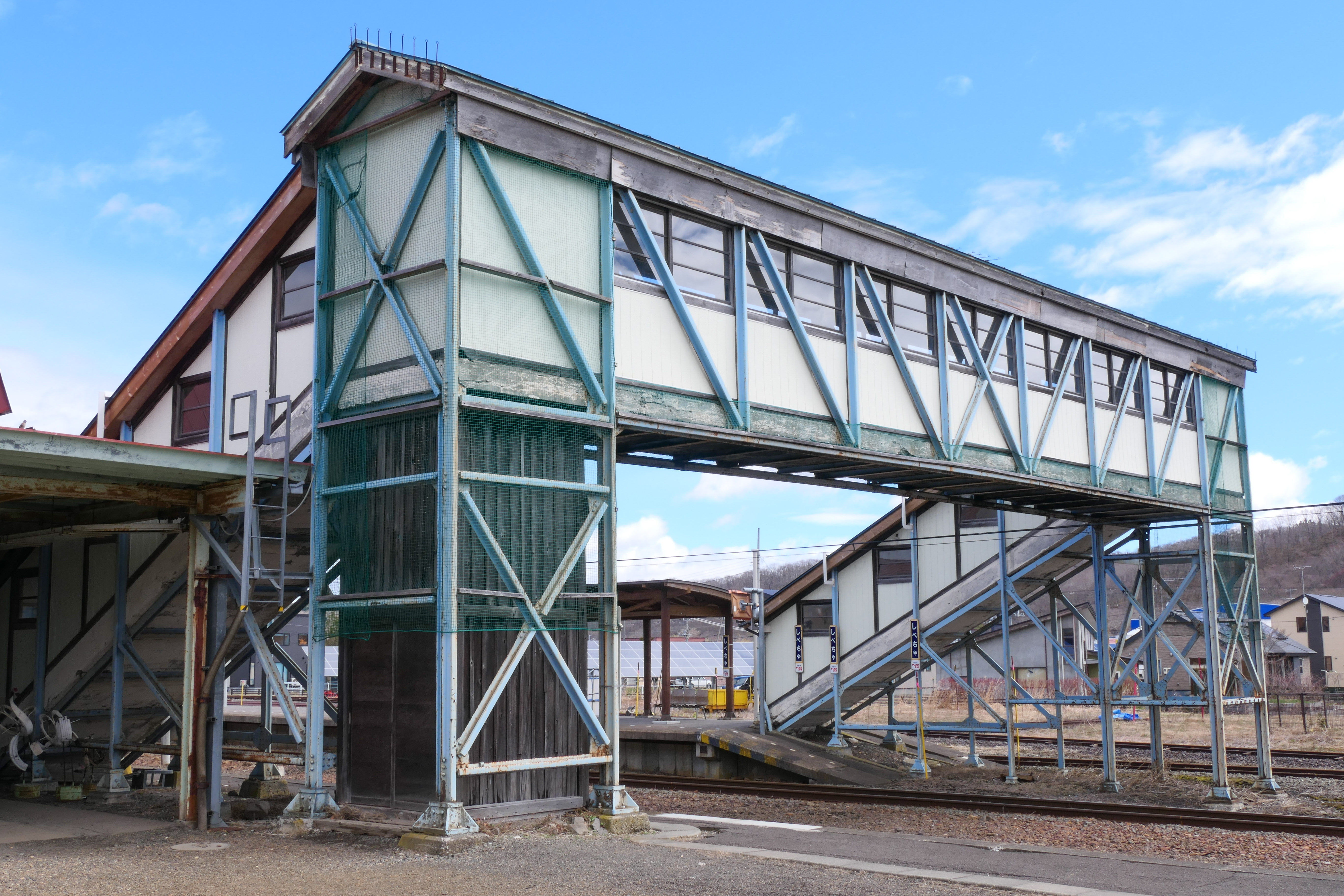
跨線橋（2021年5月）
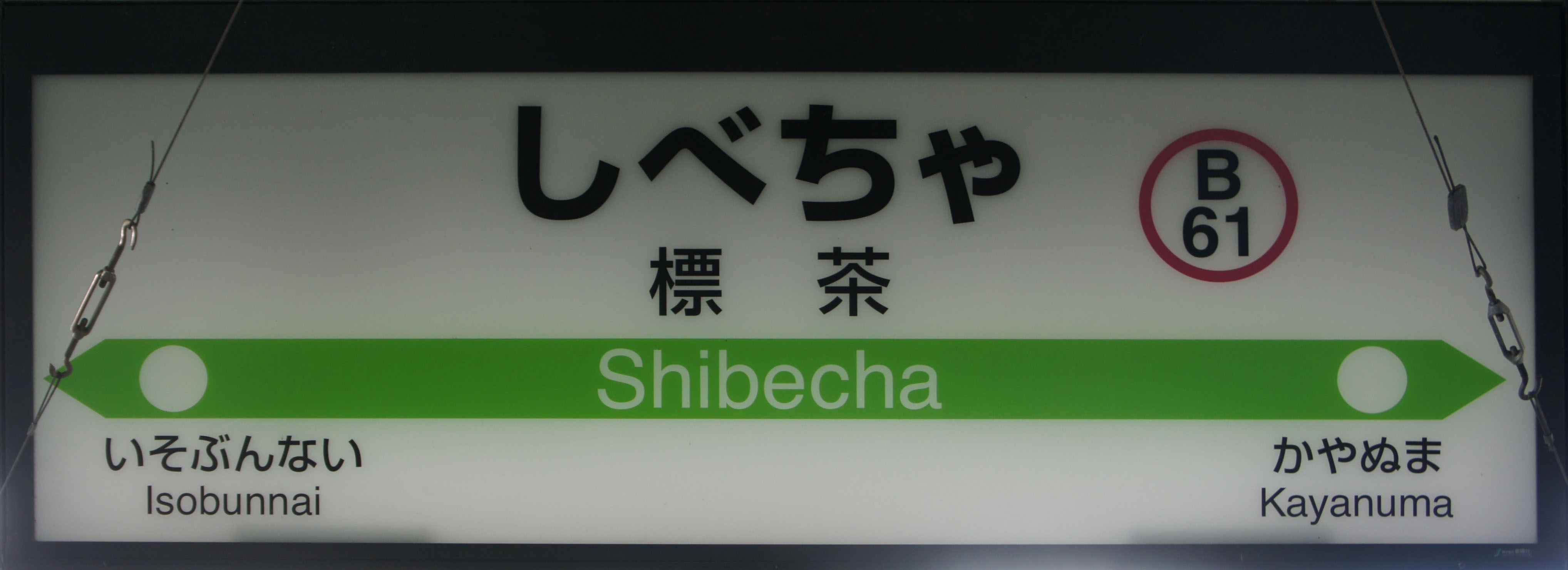
駅名標（2018年2月）

## 利用状況
乗車人員の推移は以下のとおり。年間の値のみ判明している年については、当該年度の日数で除した値を括弧書きで1日平均欄に示す。乗降人員のみが判明している場合は、1/2した値を括弧書きで記した。
また、「JR調査」については、当該の年度を最終年とする過去5年間の各調査日における平均である。
| 年度               | 乗車人員 | 乗車人員 | 乗車人員 | 出典       | 備考                 |
| 年度               | 年間     | 1日平均  | JR調査   | 出典       | 備考                 |
| ------------------ | -------- | -------- | -------- | ---------- | -------------------- |
| 1973年（昭和48年） | 257,899  | （706.6) |          | [ * 1 ]    |                      |
| 1974年（昭和49年） | 255,713  | (700.6)  |          | [ * 1 ]    |                      |
| 1975年（昭和50年） | 241,090  | (658.7)  |          | [ * 1 ]    |                      |
| 1976年（昭和51年） | 248,515  | (680.9)  |          | [ * 1 ]    |                      |
| 1977年（昭和52年） | 237,740  | (651.3)  |          | [ * 1 ]    |                      |
| 1978年（昭和53年） | 228,717  | (626.6)  |          | [ * 1 ]    |                      |
| 1979年（昭和54年） | 219,411  | (599.5)  |          | [ * 1 ]    |                      |
| 1980年（昭和55年） | 200,027  | (548.0)  |          | [ * 1 ]    |                      |
| 1981年（昭和56年） | 177,840  | (487.2)  |          | [ * 1 ]    |                      |
| 1982年（昭和57年） | 149,835  | (410.5)  |          | [ * 1 ]    |                      |
| 1983年（昭和58年） | 132,966  | (363.3)  |          | [ * 1 ]    |                      |
| 1984年（昭和59年） | 121,071  | (331.7)  |          | [ * 1 ]    |                      |
| 1985年（昭和60年） | 117,895  | (323.0)  |          | [ * 1 ]    |                      |
| 1986年（昭和61年） | 129,940  | (356.0)  |          | [ * 1 ]    |                      |
| 1987年（昭和62年） | 133,590  | (365.0)  |          | [ * 1 ]    |                      |
| 1988年（昭和63年） | 129,198  | (354.0)  |          | [ * 1 ]    |                      |
| 1989年（平成元年） | 116,800  | (320.0)  |          | [ * 1 ]    | 同年度中に標津線廃止 |
| 1990年（平成02年） | 116,070  | (318.0)  |          | [ * 1 ]    |                      |
| 1991年（平成03年） | 126,075  | (344.5)  |          | [ * 1 ]    |                      |
| 1992年（平成04年） | 108,705  | (297.8)  |          | [ * 1 ]    |                      |
| 1993年（平成05年） | 98,412   | (269.6)  |          | [ * 1 ]    |                      |
| 1994年（平成06年） | 91,245   | (250.0)  |          | [ * 1 ]    |                      |
| 1995年（平成07年） | 94,318   | (257.7)  |          | [ * 1 ]    |                      |
| 1996年（平成08年） | 81,304   | (222.8)  |          | [ * 1 ]    |                      |
| 1997年（平成09年） | 78,583   | (215.3)  |          | [ * 1 ]    |                      |
| 1998年（平成10年） | 76,654   | (210.0)  |          | [ * 1 ]    |                      |
| 1999年（平成11年） | 70,573   | (192.8)  |          | [ * 1 ]    |                      |
| 2000年（平成12年） | 61,685   | (169.0)  |          | [ * 1 ]    |                      |
| 2001年（平成13年） | 62,050   | (170.0)  |          | [ * 1 ]    |                      |
| 2002年（平成14年） | 67,700   | (185.5)  |          | [ * 1 ]    |                      |
| 2003年（平成15年） | 62,050   | (169.5)  |          | [ * 1 ]    |                      |
| 2004年（平成16年） | 61,320   | (168.0)  |          | [ * 1 ]    |                      |
| 2005年（平成17年） | 63,875   | (175.0)  |          | [ * 1 ]    |                      |
| 2006年（平成18年） | 62,050   | (170.0)  |          | [ * 1 ]    |                      |
| 2007年（平成19年） | 62,050   | (169.5)  |          | [ * 1 ]    |                      |
| 2008年（平成20年） | 62,050   | (170.0)  |          | [ * 1 ]    |                      |
| 2009年（平成21年） | 65,700   | (180.0)  |          | [ * 1 ]    |                      |
| 2010年（平成22年） | 54,750   | (150.0)  |          | [ * 1 ]    |                      |
| 2011年（平成23年） | 69,540   | (190.0)  |          | [ * 1 ]    |                      |
| 2012年（平成24年） | 60,590   | (166.0)  |          | [ * 1 ]    |                      |
| 2013年（平成25年） | 63,510   | (174.0)  |          | [ * 1 ]    |                      |
| 2014年（平成26年） | 60,225   | (165.0)  |          | [ * 1 ]    |                      |
| 2015年（平成27年） | 56,364   | (154.0)  |          | [ * 1 ]    |                      |
| 2016年（平成28年） | 54,385   | (149.0)  | 121.2    | [ JR北 1 ] |                      |
| 2017年（平成29年） | 56,575   | (155.0)  | 116.4    | [ JR北 2 ] |                      |
| 2018年（平成30年） | 52,560   | (144.0)  | 115.4    | [ JR北 3 ] |                      |
| 2019年（令和元年） | 48,312   | (132.0)  | 108.2    | [ JR北 4 ] |                      |
| 2020年（令和02年） | 37,960   | (104.0)  | 103.8    | [ JR北 5 ] |                      |
| 2021年（令和03年） |          |          | 100.8    | [ JR北 6 ] |                      |
| 2022年（令和04年） |          |          | 99.4     | [ JR北 7 ] |                      |
| 2023年（令和05年） |          |          | 95.0     | [ JR北 8 ] |                      |

## 駅周辺
標茶町市街地が広がる。駅から10 kmほどのところに多和平がある。
- 国道274号・国道391号
- 標茶町役場
- 弟子屈警察署標茶駐在所
- 標茶郵便局
- 大地みらい信用金庫標茶支店
- 北洋銀行標茶支店
- 標茶町農業協同組合（JA標茶町）本所
- 標茶町バスターミナル（阿寒バス標茶案内所）
- 北海道標茶高等学校

## バス路線

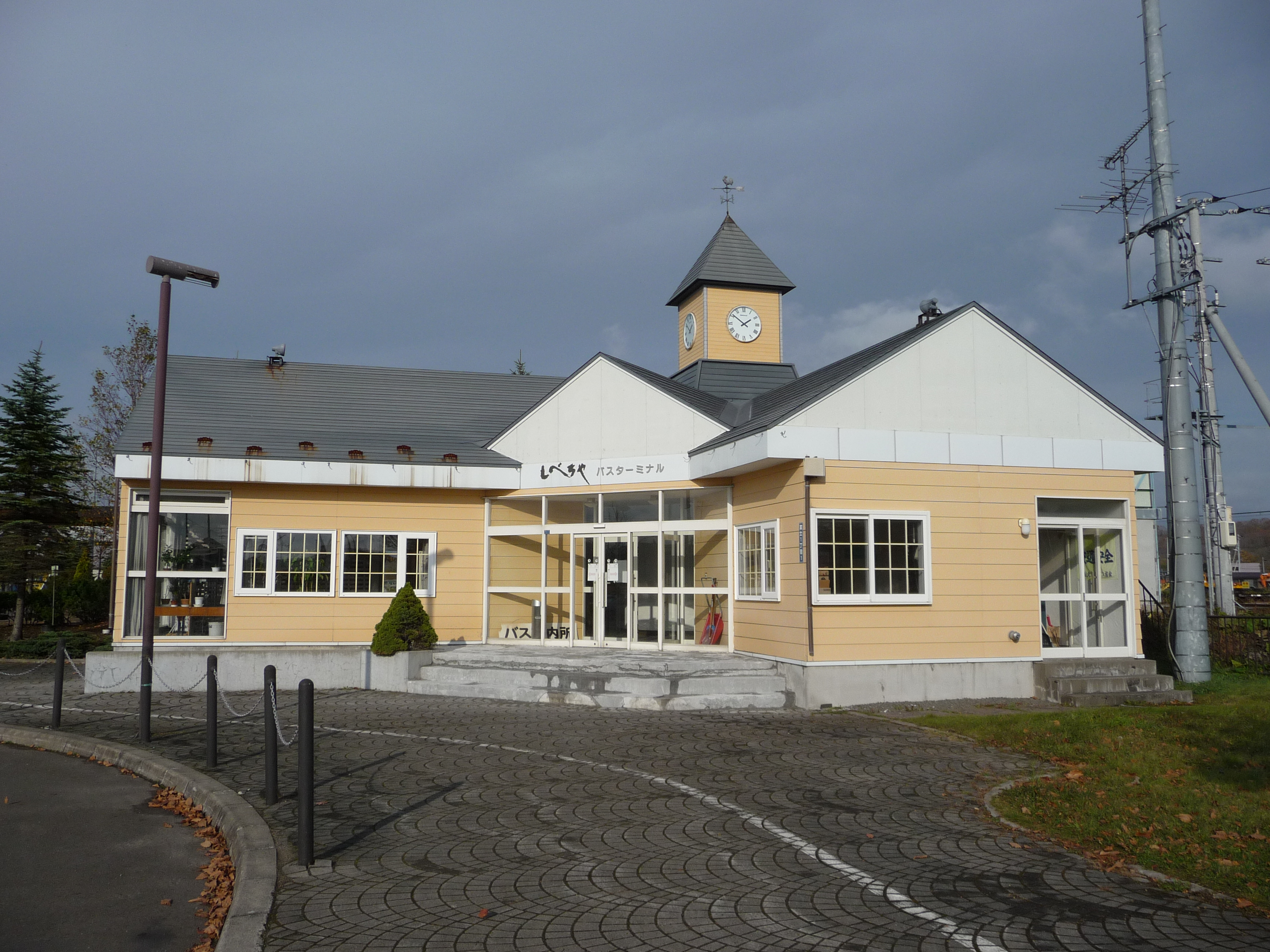
標茶町バスターミナル

駅前の標茶町バスターミナルより、標茶町有バス（町内各方面）が運行される。
阿寒バスの標津線廃止代行バス（中標津・標津方面）は2025年3月31日をもって当駅 - 西春別間が廃止された。またかつてはJR北海道バスが厚岸線・釧根線（厚岸駅 - 標茶駅 - 虹別・尾岱沼間）を運行していた。

## 隣の駅
北海道旅客鉄道（JR北海道）
■釧網本線
磯分内駅 (B62) - 標茶駅 (B61) - *五十石駅 (B60) - 茅沼駅 (B59)
*打消線は廃駅

### かつて存在した路線
北海道旅客鉄道（JR北海道）
標津線(1989年廃止)
標茶駅 - 多和駅